# Xã Moran, Quận Richland, Bắc Dakota
Xã Moran (tiếng Anh: Moran Township) là một xã thuộc quận Richland, tiểu bang Bắc Dakota, Hoa Kỳ. Năm 2010, dân số của xã này là 70 người.